# 반응공학
반응공학(反應工學, 영어: chemical reaction engineering)은 화학 반응자를 다루는 화학공학이나 산업화학의 특수 분야이다. 촉매 시스템에 특화되어 관련된다. 반응 키네틱스의 용매 효과 문제 또한 중대한 부분으로 간주된다.

## 기원
반응공학은 1950년대 초에 한 분야로서 시작되었다. 반응공학이라는 용어는 1957년 제1회 유럽 심포지엄을 준비하던 시기에 J. C. 블루그터가 만들었다.

## 같이 보기
- 화학공학